# Pierre Ferrari (photographe)
Pour l’article homonyme, voir Ferrari.
Pierre Ferrari est un photographe français, né le 14 mars 1924 à Massiac, et mort le 4 février 2015 à Olonne-sur-Mer.       

## Biographie
Pierre Ferrari nait en mars 1924 dans le Cantal. Son père, photographe portraitiste, l’initie à la photographie.
Rejoignant le maquis d’Auvergne en 1943 avant de s'enrôler dans la 1re armée française en septembre 1944, il intègre le Service cinématographique des armées (SCA) en 1948 et part en Tunisie pendant quatre ans puis en Indochine comme photographe pour le compte du Service Presse Information (SPI) début janvier 1952.
Il réalise ses premiers reportages en Indochine où il suit le corps expéditionnaire français armé d’un Rolleiflex. Il suit les combats qui opposent le 3e bataillon de parachutistes vietnamiens (BPVN) aux forces indépendantistes du Viêt-minh dans le secteur de Ban Hine Siu au Laos en janvier 1954 et réalise à cette occasion « un des reportages les plus marquants de la guerre ». Blessé à cette occasion, il est soigné à Hanoï et assiste de loin aux combats de la Bataille de Diên Biên Phu pendant sa convalescence.
De retour en France métropolitaine, après une période de repos il rejoint la Tunisie en novembre 1955 pour y couvrir la transition vers l'indépendance. En novembre 1956, il est dépêché lors des opérations du canal de Suez en Égypte et débarque avec l’armée française dans Port-Saïd. Il gagne ensuite l'Algérie en proie à la guerre en janvier 1957.
En février et mars 1958, Pierre Ferrari couvre l'opération Écouvillon contre les rebelles du Polisario en Mauritanie,  En février et mars 1960, il assiste aux premiers tirs nucléaires français à Reggane dans le Sahara algérien.
Il est rendu à la vie civile en 1963, mais reste au fort d'Ivry en qualité de photographe puis chef des reporters et responsable de la photothèque de l’ECPA. Il prend sa retraite en 1989.
Pierre Ferrari meurt le 4 février 2015 à Olonne-sur-Mer, à l’âge de 90 ans.  

## Publications
- Nous les damnés de la guerre ! Hanoï Suez Saigon Bizerte Alger, préface de Pierre Messmer, Presse des œuvres littéraires, 1978
- Une Guerre sans fin, Indochine 1945-1954, avec Jacques Vernet, Éditions Charles Lavauzelle, 1995.
- Corée, 1950-1953, l’héroïque bataillon français, Éditions Charles Lavauzelle, 2004

Ouvrage collectif :
- Jean-Pierre Dannaud (photogr. Cahery – R. Cauchetier – R. Coutard – Nguyen manh dan – J.P Dannaud – G. Defive – P. Ferrari – Pham Kim Khanh – Surel – R. Varoqui), Cambodge, Lausanne, La Guilde du Livre, 1956
- Guerre morte …il y avait une guerre d’Indochine, de Jean-Pierre Dannaud. Illustrations photographiques de Michel Aubin, Edouard Axelrad, Werner Bischof, Marcel Bourlette, Robert Bouvet, Daniel Camus, Raymond Cauchetier, Paul Corcuff, Raoul Coutard, Guy Defive, Dervoust, Yves Fayet, Pierre Ferrari, Ernst Haas, Jacques Jahan, Francis Jauréguy, Fernand Jentile, Georges Liron, René Martinoff, Missions étrangères, Nguyen Manh Danh, Jacques Oxenaar, Jean-Marie Pelou, Jean Péraud, Jean Petit, S.I.V.N., Raymond Varoqui. Supplément à la revue Indochine Sud-Est Asiatique, Imp. Georges Lang, Paris, 1954. La Pensée Moderne, 1973.

## Exposition
- Cent ans de photographie aux armées : au plus près de l’action en Indochine, Pierre Ferrari , Musée de l'Armée, Paris
- Hommage à Pierre Ferrari, Les Sables-d'Olonne, 2015[4].

## Documentaire
- Les Yeux brûlés, film documentaire français réalisé par Laurent Roth en 1986, sorti en 2015. Film de commande de l'ECPAD, il met en scène Mireille Perrier qui s'entretient, autour de la mémoire de Jean Péraud, avec des reporters de guerre du XXe siècle (par ordre d'apparition : André Lebon, Daniel Camus, Pierre Ferrari, Raoul Coutard, Marc Flament, Pierre Schoendoerffer) sur la nature de leur travail et leur rôle dans la production des images de guerre ainsi que de leur place au front.

## Ouvrage bibliographique
- Collectif, Photographies en guerre : Catalogue d’exposition, Paris, Éditions Rmn - Grand Palais en partenariat avec le musée de l'Armée - Hôtel national des Invalides, mars 2022, 328 p. (ISBN 9782711879052)